# محمد البارودي
محمد بن أحمد البارودي (1898 - 1951) فنان ومطرب مغربي ولد بسلا و توفي بفاس. 

## سيرته

### نشأته
من مواليد مدينة سلا سنة 1898، تلقى تعليمه في مدارس المدينة وقد اجتذبه فن الطرب وهو في سن الشباب، فكان يستمع لعزف الآلة من طرف جوق سلا الذي كان يسيره المعلم بوعبيد .

### بدايته الفنية
اتجه البارودي إلى طنجة ، فتلقى هناك أول دروسه في الموسيقى ثم انتقل إلى مدينة العرائش واتصل بجوق الآلة وأخذ مبادئ العزف على مختلف الآلات وبالخصوص الكمان الذي أمسكه لأول مرة وتدرب عليه تدريبا جيدا .
انتقل البارودي إلى مدينة وزان حيث اشتهرت أسرة الشرفاء الوزانيين بالإقبال على الآلة والسماع وتشجيعهم للحفظ والطرب، وإقامتهم لحفلات متعددة من الطرب الأندلسي ، فاستفاد البارودي من إقامته بهذه المدينة، ولازم جماعة المادحين وأخذ عنهم القصائد والأشعار، وهناك أتم تكوينه الموسيقي على يد أساتذة كبار، وأصبح البارودي يتقن العزف على الكمان، بل وصل إلى أعلى درجة في العزف على آلته من حيث الخفة في الآداء وتوليد الألحان . و بعدها استقر بمسقط رأسه، وانظم إلى جوق المعلم بوعبيد .

### النجومية
بعد وفاة المعلم بوعبيد، ترأس البارودي الجوق، وأصبح يحمل اسم جوق البارودي، واستطاع رفع شأن هذا الجوق، بحسن التسيير وبراعة في إثقانه للعزف على الكمان . فكان هذا الجوق مطلوبا في الحفلات العائلية والعمومية، ومع الشهرة بدأ البارودي يقيم الحفلات بجميع المدن المغربية، ويشارك كعازف ممتاز على الكمان في أجواق الآلة الكبرى بفاس والرباط . كما شارك في المؤتمر الثاني للموسيقى العربية الذي أقيم بمدينة فاس سنة 1939 . وفي سنة 1946 دعي البارودي وجوقه للإذاعة المغربية ليقدم سهرات أسبوعية من طرب الآلة .
أسس الفنان محمد البارودي مقهى بلديا بساحة سوق الغزل بسلا تسمى « قهوى البارودي » حيث كان يلتقي الهواة بآلاتهم وأصواتهم في أمسيات فنية تحتوي على الطرب الأندلسي والملحون والغرناطي .
كان محمد البارودي قد اقتنا آلة الكمان جيدة الصنع بإيطاليا المصنوعة سنة 1721 وذلك حسب الطابع الرسمي المثبت عليها الذي كتب عليه « انطونيوس كريمونا ستراديفاريوس 1721 » . كان يصنع الأوتار بنفسه، وإصلاح آلات العزف بيده، وكان متمكنا من العزف على مختلف الآلات، كما كان يظهر مهارته لزملائه في السويسدي .

### وفاته
توفي الفنان البارودي في حومة سيدي حرازم قرب مدينة فاس سنة 1951 عن سن 53 سنة، ودفن بروضة باب فتوح·